# عتيقات كروية
العتيقات الكروية (الاسم العلمي: Archaeoglobaceae ) هي فصيلة من العتائق تتبع رتبة العتيقيات الكروية من طائفة العتيقانية الكروية.

## أجناس
- عتيقة كروية